# NASM
Netwide Assembler (NASM), é um montador e desmontador que suporta as arquiteturas IA-32 e x86-64. O NASM permite o desenvolvimento de linguagem de baixo nível(Assembly) em diversas arquiteturas de sistemas operacionais, sendo mais popular para o Linux.
NASM foi originalmente escrito por Simon Tatham com a ajuda de Julian Hall. A partir de 2016, ela é mantida por uma pequena equipe liderada por H. Peter Anvin. É um software de código aberto lançado sob os termos de uma licença BSD simplificada (2 cláusulas).